# Bankowość społeczna
Bankowość społeczna - określenie sektora bankowości, w której działają banki społeczne kierujące się w swojej działalności depozytowo-kredytowej kryteriami nie tylko ekonomicznymi, ale także społecznymi i ekologicznymi.  
Bankowość społeczna jak i bank społeczny nie mają jednej powszechnie uznanej definicji.  
Oprócz wspomnianych kryteriów często podkreśla się dodatkowe cechy bankowości społecznej: transparentność, skoncentrowanie na sferze gospodarki realnej, bazowanie na długotrwałych relacjach.